# 凯拉·桑切斯
凯拉·桑切斯（英語：Kayla Sanchez，2001年4月7日—）来自安大略省士嘉堡，是一名加拿大女子游泳运动员，主攻自由泳和混合泳。桑切斯出生于新加坡，她拥有菲律宾血统。她在童年时随父母移居至加拿大，之后在父母的影响下，她开始接触游泳。她先前代表加拿大参赛，2022年开始归化至菲律宾，并在2023年开始代表菲律宾参加国际比赛。